# Grand Prix Júnior de Patinação Artística no Gelo na Suíça
O Grand Prix Júnior de Patinação Artística no Gelo na Suíça é uma competição internacional de patinação artística no gelo de nível júnior. A competição é organizada pela União Internacional de Patinação (ISU), e disputada no outono, em alguns anos, como parte do Grand Prix Júnior de Patinação Artística no Gelo.

## Edições
| Ano  | Edição | Cidade sede | Júnior | Júnior | Júnior | Júnior | Ref   |
| Ano  | Edição | Cidade sede | M      | F      | P      | D      | Ref   |
| ---- | ------ | ----------- | ------ | ------ | ------ | ------ | ----- |
| 1997 | Final  | Lausana     | •      | •      | •      | •      | [ 1 ] |

Legenda
- Final do Grand Prix ISU Júnior

## Lista de medalhistas

### Individual masculino
| Evento                  | Ouro                            | Prata                 | Bronze                          |
| Lausana 1997 (detalhes) | Timothy Goebel · Estados Unidos | Ivan Dinev · Bulgária | Matthew Savoie · Estados Unidos |

### Individual feminino
| Evento                  | Ouro                     | Prata                         | Bronze                    |
| Lausana 1997 (detalhes) | Julia Soldatova · Rússia | Amber Corwin · Estados Unidos | Elena Pingachova · Rússia |

### Duplas
| Evento                  | Ouro                                         | Prata                                            | Bronze                                          |
| Lausana 1997 (detalhes) | Julia Obertas · Dmytro Palamarchuk · Ucrânia | Victoria Maxiuta · Vladislav Zhovnirski · Rússia | Natalie Vlandis · Jered Guzman · Estados Unidos |

### Dança no gelo
| Evento                  | Ouro                                     | Prata                                      | Bronze                                    |
| Lausana 1997 (detalhes) | Federica Faiella · Luciano Milo · Itália | Oksana Potdykova · Denis Petukhov · Rússia | Flavia Ottaviani · Massimo Scali · Itália |